# Lot (departement)
Lot je francouzský departement ležící v regionu Okcitánie. Je pojmenován podle řeky Lot. Hlavní město je Cahors.

## Historie
Lot je jedním z 83 původních departementů, založených během francouzské revoluce roku 1790. Byl vytvořen z části původní provincie Quercy. V roce 1808 departement Tarn-et-Garonne je vytvořen z části Lotu, Lot-et-Garonne, Gers a Haute-Garonne.

## Nejvýznamnější města
- Cahors
- Figeac